# Partito Liberale (Cile)
Il Partito Liberale (in spagnolo: Partido Liberal) è stato un partito politico di orientamento conservatore liberale fondato in Cile nel 1849 e dissoltosi nel 1966.
Insieme al Partito Conservatore Unito e al Partito Radicale del Cile, è stato uno dei maggiori partiti del Paese e ha partecipato alla formazione di moltissimi governi.
Nel 1966 confluì, insieme al Partito Conservatore Unito e ad Azione Nazionale, in un nuovo soggetto politico, il Partito Nazionale.